# Prodoridunculus gaussianus
Prodoridunculus gaussianus is een slakkensoort uit de familie van de Akiodorididae. De wetenschappelijke naam van de soort is voor het eerst geldig gepubliceerd in 1912 door Thiele.